# Bleichgrabenstraße 15 (Mönchengladbach)

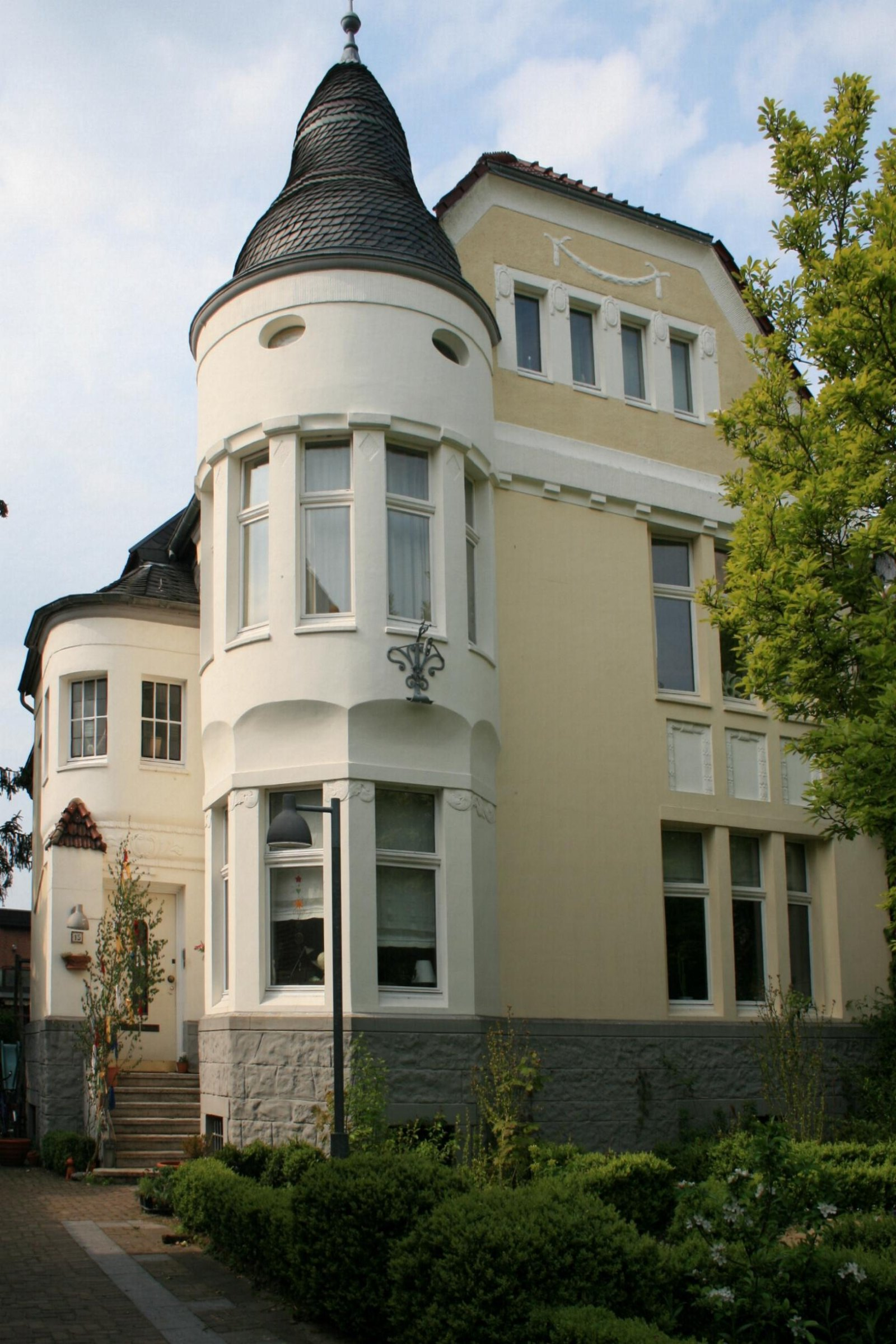
Wohnhaus (Villa), 2010

Das Wohnhaus Bleichgrabenstraße 15 steht im Stadtteil Windberg in Mönchengladbach (Nordrhein-Westfalen). Es wurde Anfang des 20. Jahrhunderts erbaut. Es ist unter Nr. B 008 am 4. Dezember 1984 in die Denkmalliste der Stadt Mönchengladbach eingetragen worden.

## Architektur
Die Villa liegt im ländlichen Bereich des Bezirkes Windberg. Das zweigeschossige Wohnhaus mit Krüppelwalmdach und ausgebautem Dachgeschoss ist in einer romantisierenden, an Schlossarchitekturen angelehnten Gestaltung konstruiert.
Straßenseitig ist der Fassadengiebel linksseitlich durch eine kraftvolle, runde Erkerturmform flankiert, welche einen doppelt geschweiften Turmkegel mit Schieferdeckung hat. Links daneben ein erkerähnlicher seitlicher Anbau, der den Hauseingang im Erdgeschoss enthält; im Obergeschoss zwei Fenster über den Eingang. Die rechte Seite des Straßengiebels der Fassade ist durch je eine Dreier-Fenstergruppe im Erdgeschoss und Obergeschoss gebildet. Die Fassade ist glatt verputzt, jedoch über einer Fachwerkimitation des zweiten Obergeschosses mit waagerechtem Gesimsabschluss ist die Putzfläche mit Rauputz gestaltet.